# مارتن جايلز
مارتن جايلز (بالإنجليزية: Martin Giles)‏ هو لاعب كرة قدم بريطاني في مركز ظهير ‏، ولد في 1979 في شروزبري في المملكة المتحدة. لعب مع نادي تشستر سيتي ونادي نيوتاون.